# Таубе, Михаил Фердинандович
Барон Михаил Фердинандович Таубе (нем. Michael Freiherr von Taube; 1855, Санкт-Петербург — 20 октября 1924, Санкт-Петербург) — русский философ, математик, логик, поэт, публицист, черносотенец, член Главного Совета Союза русского народа.

## Биография
Родился 13 апреля 1855 года[по какому календарю?] в семье инженера путей сообщения Фердинанда Ивановича фон Таубе (1805—1870) и его второй жены, баронессы Елизаветы Ивановны Таубе, урождённой Вашутиной (1827—1893). Дед по матери — генерал-майор артиллерии Иван Иванович Вашутин.
В 1875 году окончил 1-е реальное училище в Петербурге (дополнительный класс), в 1882 году — Институт путей сообщения, в котором затем был профессором математики.
Получил известность как один из теоретиков неославянофильства и автор работ по проблемам философии, логики, теории познания, религии, истории русской самобытной мысли: «Свод основных законов мышления. Логика. Психология. Металогика» (1909), «Современный спиритизм» (1909), «Познаниеведение соборного восточного просвещения по любомудрию славянофильства» (1912), «Триединство, как основа соборности и духовности» (1910) и др.
Был активным сотрудником ряда монархических изданий (журналы «Мирный труд», «Прямой путь», газеты «Русское знамя», «Голос русского» и др.), нередко печатался под псевд. Вашутин (фамилия матери). В 1911 году издал сборник своих газетных статей «К возрождению славяно-русского самосознания».
Кто верой крепко православен,

В ком нет сомнений ни на миг,

Что русский Царь самодержавен,

Неограничен и велик —

Тот черносотенец природный,

Тот предан Родине навек.

В том — дух исконный, дух народный,

Тот сердцем русский человек.
Активный участник монархического черносотенного движения; с декабря 1912 года был членом Главного Совета Союза русского народа; в том же году был избран членом Устроительного совета Всероссийских съездов. Принимал активное участие в деятельности общероссийской монархической организации — Русского собрания, с 1913 года был членом его высшего органа — Совета Русского собрания.
Был одним из создателей Ломоносовского общества русского языка. Председатель Санкт-Петербургского общества трезвости (набережная Обводного канала, 114).
После революции 1917 года читал лекции в братстве св. Софии в Петрограде (Лермонтовский пр. д. 24) и в богословских кружках.
В последние годы жизни вместе с А Мейером организовал кружок православной интеллигенции «Воскресенье», который собирался раз в 2 недели у него дома на Английском пр. д. 38. Кружок просуществовал до 1928 года, пока не был разгромлен ОГПУ.
Умер в Санкт-Петербурге 20 октября 1924 года.

## Семья
Жена: баронесса Анна Александровна фон Таубе (1862—1915), урождённая Баранова. Их дети:
- Александр (1889—1964) военный переводчик, профессор военного института иностранных языков, полковник. Автор многочисленных военных и военно-морских словарей (русско-немецких, немецко-русских, русско-английских, англо-русских, русско-французских, франко-русских)[2].
- Иван (1892—1941?) выпускник Императорской правовой школы, офицер белой армии, эмигрировал из России.
- Сергей (1894—1937) воспитанник Пажеского ЕИВ корпуса, штабс-капитан Преображенского ЕИВ гвардейского полка, служил в Красной армии, репрессирован и расстрелян в 1937 г.[3]
- Михаил (1894—1936) выпускник Санкт-Петербургского университета, заведующий библиотекой Оптиной пустыни и сотрудник музея Оптиной Пустыни, монах (о. Агапит) неоднократно подвергался репрессиям, умер от заболевания, полученного в лагерях. В 2007 г. канонизирован РПЦ как преподобноисповедник Агапит Оптинский[4][5].
- Мария (1899—1929) выпускница института им. Лесгафта. Репрессирована по делу религиозно-филосософского кружка «Воскресение» в 1929. Приговорена к трём годам заключения в концлагере. Прибыла на Кемский пересыльный пункт (Попов Остров) 11.07.1929, и через несколько дней умерла от сыпного тифа[6].